# Neocheiropteris ovata
Neocheiropteris ovata är en stensöteväxtart som först beskrevs av Nathaniel Wallich, William Jackson Hooker och Grev., och fick sitt nu gällande namn av Fraser-jenkins. Neocheiropteris ovata ingår i släktet Neocheiropteris och familjen Polypodiaceae. Inga underarter finns listade.